# TACACS+
TACACS+ (Terminal Access Controller Access-Control System, česky kontrolor terminálového přístupu k systému řízení přístupu) je AAA protokol poskytující řízení přístupu k routerům, serverům pro přístup k síti a dalším síťovým zařízením, přes jeden nebo více centralizovaných serverů. TACACS+ poskytuje AAA služby odděleně.
TACACS+ je založen na protokolu TACACS, nicméně jde o zcela nový protokol neporovnatelný s žádnou předchozí verzí TACACS a spojuje je jen jméno. Není tedy zpětně kompatibilní s protokoly TACACS nebo XTACACS. TACACS+ a RADIUS většinou nahradily své předchůdce protokoly v nově tvořených nebo aktualizovaných sítích, ačkoli TACACS a XTACACS stále běží na mnoha starších systémech. 
Zatímco RADIUS spojuje autentizaci a autorizaci v uživatelském profilu, TACACS+ tyto dvě operace odděluje. Dalším rozdílem je že zatímco TACACS+ používá spolehlivý Transmission Control Protocol (TCP) na portu 49, RADIUS používá nespolehlivý User Datagram Protocol (UDP). 
Rozšíření TACACS+ protokolu poskytují více typů authentikačních požadavků a více typů kódů v odpovědích než bylo v původní specifikaci.
TACACS+ nabízí více protokolů jako jsou IP a AppleTalk. Běžně pracuje se zcela šifrovaným tělem paketu pro bezpečnější komunikaci. Jde o Cisco vylepšení původního TACACS protokolu.